# Приключенията на таралежа Соник
Приключенията на таралежа Соник е първата поредица за много известния едноименен син на цвят таралеж. Освен него важна роля играе и двуопашатата лисица Тейлс (в превод:опашки).

## Сюжет
Внимание:  Текстът по-долу разкрива сюжета на произведението (или части от него)!
Историята се развива на далечната планета Мобиус, подобна на Земята. Там живеят Соник и приятелят му Тейлс (както и някои други второстепенни техни приятели, без които те не могат да победят). Над планетата властва злият доктор Иво Роботник (в по-късните интерпретации-Егмон или Егман). Той е наследник на много поколения Роботници, мразещи таралежите. Използва двамата си празноглави роботи - Скреч и Граундър, за да победят Соник. Разбира се, те винаги се провалят. В някои епизоди се появява по-хитрият Кокънътс, който е маймуноподобен робот.

## Герои

### Соник
Соник таралежа е надарен с уникална способност-да развива невъобразимо голяма скорост. Често, развивайки я, се превръща в резачка, което му помага на куп места. Известна негова реплика е: „Аз чакам...“, която често го издава при превъплъщенията му. (например когато се явява като красива девица при Роботник)

### Майлс „Тейлс“ Праулър
Майлс Праулър или Тейлс, както се води по аниме сериите на Соник Х:
През по-голямата част от аниме сериите, той контрира своята роля през различни игри, също така през повечето серии той не играе особено голяма роля докато не се запознава с Крис Торндайк. Той (Тейлс) бързо се сприятелява с механика Чък Торндайк, който му помага да преустановят Екс-Торнейдо-то.
През третия сезон на Соник Х, Тейлс е капитан на Синия Тайфун, и в течение на сериите показва лидерство. Той се влюбва в Козмо, един вид-женско извънземно растение представено по време на същия сезон (първа поява в 53 епизод). Тейлс се пречупва емоционално когато Козмо го моли да я пожертва за да победят Метарекс. Майлс задържа едно от семената които тя „изпуска“. След време то разцъфва в саксията където Тейлс го е посадил (в работилницата си, за да може винаги да си спомня за Козмо).
Героят на Майлс „Тейлс“ Прауър е представен като сладко и вярно лисиче, на което, преди да срещне Соник му се подиграва ли заради опашките му близнаци. Като дългогодишни приятели, Тейлс се възхищава на Соник, и мечтае да е точно като него. Въпреки че му липсва известна доза кораж, той иска да докаже, че на него може да се разчита. Той обича ментови бонбони, да поправя машини, и да създава летящи механизми.
Майлс се страхува от гръмотевици, и не обича да заеква.
Плюс това, Тейлс е описан като отдаващ се механик, който се конкурира с доктор Еггмен, въпреки че все още не е осъзнал напълно потенциала си. Лисичето, завъртайки опашките си като перка на хеликоптер, има рядката възможност да лети през въздуха, за да е в крак със Соник. Въпреки всичко, докато лети, Тейлс доста се изморява. Другият плюс на лисичето е, че може да плува.
Тейлс е бил награден като „Най-добър герой“ в Electronic Gaming Monthly през 1992 година, на награждаването на видео игрите, определяйки го като „не само сладък като Соник, но и принципно играещ главната роля в играта“. IGN казва, че Тейлс е „бил приветстван от феновете“, но също така е „бил предвестник на бъдещите опасения по посока на аниме сериите“. поради причината, че аниме сериите предоставяли твърде много герои. Колин Мориарти от IGN пръв въвежда синглирането на Тейлс и Накълз, когато сериите станали твърде „неопределени“ и добавили тях и останалите герои в листа, разбира се без Соник и Еггмен, тъй като двамата най-много заслужаващи да „умрат“ в листа му на топ 10.

### Д-р Роботник
Д-р Роботник е злият герой в „Приключенията на таралежа Соник“. Затворен в себе си, все крои (неуспешни) планове за унищожението на Соник, наследник на поколения мразещи таралежите Роботници. Голямата му цел, както и тази на предшестващите го поколения е пълна власт над Мобиус. В игрите за Соник, както и в по-късните серии-аниме „Соник Х“, той се среща като Д-р Егман (буквално „мъжът-яйце“). В края на всеки епизод, след победата на Соник, той казва прочутата си реплика „Мразя този таралеж...“.

### Скреч
Скреч е кокошкоподобен робот на д-р Роботник. Смята се, че той е по-умен от другия робот Граундър. Макар че и двамата са напълно празноглави. Често, при битка със Соник, той се разпада на съставните си части (което става и с Граундър), но е програмиран да се самосглобява (обаче не винаги както трябва).

### Граундър
Граундър е другият робот на д-р Роботник. Смята се, че е по-глупав от Скреч. Има свредла и способност да пробива големи дупки в земята чрез тях. Зелен на цвят. Също като Скреч, той е празноглав и може да се самосглобява. Двамата често се борят кой обича повече Роботник.

## „Соник ни учи“
„Соник ни учи“ (Sonic Says) е рубрика на сериала, в която Соник дава важни съвети на аудиторията, давайки примери за неспазването им със случки от сериала (в които често участват Скреч и Граундър).

## Пост-продукции
- Соник Таралежа (1993-1994)
- Соник:Коледни приключения (1996)
- Соник Ъндърграунд (в българският превод е „Приключенията на таралежа Соник“) (1999)
- Соник Х (2003-2005)

## „Приключенията на таралежа Соник“ в България
В България сериалът е излъчен за пръв път по Диема Фемили през 2007 г. с разписание всеки делничен ден от 17:30 и е дублиран на български. По-късно е повторен през 2008 г. Повторно излъчване започна в края на 2009 г. с разписание всеки делничен ден от 06:45 и завърши на 25 януари 2009 г. На 26 януари 2010 г. започна повторно излъчване на сериала „Таралежа Соник“, чието заглавие също е преведено „Приключенията на таралежа Соник“, с разписание всеки делничен ден от 06:45. Дублажът е на студио Медиа Линк. Ролите се озвучават от артистите Вилма Карталска, Даниела Йорданова, Кристиян Фоков и Сава Пиперов.
След него е излъчен и сериалът „Соник Ъндърграунд“ през 2008 г. и по-късно през 2009 г. от 08:30.
През 2005 аниме-версията „Соник Х“ се излъчва по bTV, всеки делничен ден от 15:30.
От 1 септември 2020 г. се излъчва по SuperToons. Нахсинхронният дублаж е осъществен в студио Про Филмс. Ролите се озвучават от артистите Елисавета Господинова, Иван Велчев, Стефан Сърчаджиев-Съра, Сотир Мелев и Александър Митрев.
|  | Тази страница частично или изцяло представлява превод на страницата Adventures of Sonic the Hedgehog в Уикипедия на английски. Оригиналният текст, както и този превод, са защитени от Лиценза „Криейтив Комънс – Признание – Споделяне на споделеното“, а за съдържание, създадено преди юни 2009 година – от Лиценза за свободна документация на ГНУ. Прегледайте историята на редакциите на оригиналната страница, както и на преводната страница, за да видите списъка на съавторите. ВАЖНО: Този шаблон се отнася единствено до авторските права върху съдържанието на статията. Добавянето му не отменя изискването да се посочват конкретни източници на твърденията, които да бъдат благонадеждни. |